# کمپ لیک (ویسکانسین)
کمپ لیک (به انگلیسی: Camp Lake) یک منطقهٔ مسکونی در ایالات متحده آمریکا است که در Salem واقع شده‌است. کمپ لیک ۱۴٫۱ کیلومتر مربع مساحت و ۳٬۶۶۵ نفر جمعیت دارد و ۲۲۹ متر بالاتر از سطح دریا واقع شده‌است.